# آرنولد (اوهایو)
آرنولد (به انگلیسی: Arnold) یک منطقهٔ مسکونی در ایالات متحده آمریکا است که در شهرستان یونیون، اوهایو واقع شده‌است. آرنولد ۲۹۲ متر بالاتر از سطح دریا واقع شده‌است.